# يوهانس سوبوتا
روبرت هينريك جوهانس سوبوتا (بالألمانية: Johannes Sobotta)‏ (31 يناير/كانون الثاني 1869 برلين - 20 أبريل/نيسان 1945 بون) عالمُ تشريحٍ ألمانيّ.

درس الطب في برلين، حيث عمل فيما بعد كمساعدٍ ثانٍ في معهد التشريح. خدم منذ 1895 كمُشرِّح في معهد التشريح المُقارَن و علم الجنين وعلم الأنسجة في فورتسبورغ. أصبح عام 1903 أستاذاً مُساعد وفي عام 1912 أستاذاً للتشريح الطبوغرافي. انتقل عام 1916 إلى جامعة كونيغسبرغ كمدير لمعهد التشريح، وبعدها قام بواجبات مشابهة في جامعة بون (بدءاً من عام 1919).

يُعرف سوبوتا اليوم بأطلس سوبوتا للتشريح البشري، و هو تحفة في التشريح العياني ومشهودٌ له بدقته العالية وتفاصيله. صدر الأطلس للمرة الأولى عام 1904 تحت عنوان Atlas der deskriptiven Anatomie des Menschen بالألمانية (العربيّة: أطلس التشريح البشري الوصفي)، نُشر الكتاب بأكثر من 300 طبعة بتسع عشر لغة (15 طبعة باللغة الإنجليزيّة). كما ألَّف سوبوتا كتاب Atlas und Grundriss der Histologie und mikroskopischen Anatomie des Menschen عام 1902، تُرجم هذا الكتاب إلى الإنجليزية ونُشر تحت اسم Textbook and atlas of human histology and microscopic anatomy (العربيّة: كتاب وأطلس الأنسجة والتشريح المجهري البشري).

مُنح وسام جوته للفنون والعلوم عام 1944.

## منشورات
- 1901: كتاب وأطلس الأنسجة والتشريح المجهري البشري
- 1904-1907: أطلس التشريح الوصفي للإنسان، صدر في 3 مجلدات
- 1904-1907: كتاب التشريح الوصفي للإنسان